# Durham (Carolina del Norte)
Durham es una ciudad perteneciente al estado de Carolina del Norte, en los Estados Unidos. Se encuentra situada en el condado de Durham. Es conocida por ser la sede de la Universidad Duke. Es la cuarta ciudad más poblada del estado, y su área metropolitana la habitan 451.212 personas, según el censo de 2005.

## Historia
La ciudad fue fundada en 1853, con la intención de crear una estación de tren a mitad de camino entre Wilson y Hillsborough. La ciudad creció muy lentamente antes de la Guerra Civil, durante la cual quedaría unida a la Confederación, rindiéndose el 26 de abril de 1865. El crecimiento se aceleró posteriormente, en parte gracias a la instalación de una importante fábrica de tabacos desde 1874.
Su nombre se debe al médico Bartlett S. Durham, que donó tierras para el paso del ferrocarril por la ciudad.

## Geografía
Durham está situada en las coordenadas 35°59′19″N 78°54′26″O / 35.98861, -78.90722.
De acuerdo con la Oficina del Censo de los Estados Unidos, la ciudad tiene un área total de 245.8 km². 245.1 km² de la misma es tierra y 0.7 km² (0.29%) es agua.

### Clima
| Parámetros climáticos promedio de Aeropuerto Internacional de Raleigh-Durham, Carolina del Norte (normales 1991–2020, extremos 1887–presente) | Parámetros climáticos promedio de Aeropuerto Internacional de Raleigh-Durham, Carolina del Norte (normales 1991–2020, extremos 1887–presente) | Parámetros climáticos promedio de Aeropuerto Internacional de Raleigh-Durham, Carolina del Norte (normales 1991–2020, extremos 1887–presente) | Parámetros climáticos promedio de Aeropuerto Internacional de Raleigh-Durham, Carolina del Norte (normales 1991–2020, extremos 1887–presente) | Parámetros climáticos promedio de Aeropuerto Internacional de Raleigh-Durham, Carolina del Norte (normales 1991–2020, extremos 1887–presente) | Parámetros climáticos promedio de Aeropuerto Internacional de Raleigh-Durham, Carolina del Norte (normales 1991–2020, extremos 1887–presente) | Parámetros climáticos promedio de Aeropuerto Internacional de Raleigh-Durham, Carolina del Norte (normales 1991–2020, extremos 1887–presente) | Parámetros climáticos promedio de Aeropuerto Internacional de Raleigh-Durham, Carolina del Norte (normales 1991–2020, extremos 1887–presente) | Parámetros climáticos promedio de Aeropuerto Internacional de Raleigh-Durham, Carolina del Norte (normales 1991–2020, extremos 1887–presente) | Parámetros climáticos promedio de Aeropuerto Internacional de Raleigh-Durham, Carolina del Norte (normales 1991–2020, extremos 1887–presente) | Parámetros climáticos promedio de Aeropuerto Internacional de Raleigh-Durham, Carolina del Norte (normales 1991–2020, extremos 1887–presente) | Parámetros climáticos promedio de Aeropuerto Internacional de Raleigh-Durham, Carolina del Norte (normales 1991–2020, extremos 1887–presente) | Parámetros climáticos promedio de Aeropuerto Internacional de Raleigh-Durham, Carolina del Norte (normales 1991–2020, extremos 1887–presente) | Parámetros climáticos promedio de Aeropuerto Internacional de Raleigh-Durham, Carolina del Norte (normales 1991–2020, extremos 1887–presente) |
| Mes | Ene. | Feb. | Mar. | Abr. | May. | Jun. | Jul. | Ago. | Sep. | Oct. | Nov. | Dic. | Anual |
| --- | --- | --- | --- | --- | --- | --- | --- | --- | --- | --- | --- | --- | --- |
| Temp. máx. abs. (°C) | 26.7 | 29.4 | 34.4 | 35 | 37.2 | 40.6 | 40.6 | 40.6 | 40 | 37.8 | 31.1 | 27.2 | 40.6 |
| Temp. máx. media (°C) | 11.1 | 13.2 | 17.4 | 22.6 | 26.7 | 30.8 | 32.7 | 31.5 | 28.1 | 22.8 | 17.2 | 12.6 | 22.2 |
| Temp. media (°C) | 5.5 | 7.2 | 11 | 16 | 20.4 | 24.8 | 26.9 | 26 | 22.6 | 16.5 | 10.8 | 7 | 16.2 |
| Temp. mín. media (°C) | -0.1 | 1.2 | 4.6 | 9.4 | 14.3 | 18.9 | 21.2 | 20.5 | 17.1 | 10.2 | 4.4 | 1.3 | 10.2 |
| Temp. mín. abs. (°C) | -22.8 | -18.9 | -11.7 | -5 | -1.7 | 3.3 | 8.9 | 7.8 | 2.8 | -7.2 | -11.7 | -17.8 | -22.8 |
| Precipitación total (mm) | 87.1 | 70.6 | 104.1 | 89.7 | 90.9 | 98.8 | 127.5 | 119.6 | 130.8 | 85.6 | 84.3 | 86.1 | 1170.2 |
| Nevadas (cm) | 6.6 | 3.6 | 0.8 | 0 | 0 | 0 | 0 | 0 | 0 | 0 | 0.3 | 2 | 13.2 |
| Días de precipitaciones (≥ 0.2 mm) | 10.1 | 9.3 | 10.7 | 9.5 | 9.9 | 11.2 | 11.7 | 10.7 | 9.0 | 7.6 | 8.2 | 9.7 | 117.6 |
| Días de nevadas (≥ 0.2 cm) | 1.2 | 1.2 | 0.4 | 0.0 | 0.0 | 0.0 | 0.0 | 0.0 | 0.0 | 0.0 | 0.1 | 0.5 | 3.4 |
| Horas de sol | 163.8 | 173.1 | 228.9 | 250.7 | 258.4 | 267.7 | 259.5 | 239.6 | 217.6 | 215.4 | 174.0 | 157.6 | 2606.3 |
| Humedad relativa (%) | 66.5 | 64.1 | 63.0 | 61.7 | 71.1 | 73.6 | 76.0 | 77.9 | 77.1 | 73.3 | 69.1 | 68.5 | 70.2 |
| Fuente: NOAA (humedad y horas de sol 1961–1990)                                                                                               | | | | | | | | | | | | | |

## Demografía
Según el censo del año 2000, había 201.726 personas, 74.981 viviendas y 43.563 familias residiendo en la ciudad. La densidad de población era de 763.1/km². El 45,50% de los habitantes era de raza blanca, el 43,81% de raza negra y el resto de diversas etnias.
Según la Oficina del Censo en 2000 los ingresos medios por hogar en la localidad eran de $41.160, y los ingresos medios por familia eran $51.162. Los hombres tenían unos ingresos medios de $35.202 frente a los $30.359 para las mujeres. La renta per cápita para la localidad era de $22.526. Alrededor del 11.3% de las familias y del 15.0% de la población estaban por debajo del umbral de pobreza.

## Ciudades hermanadas
- Arusha, Tanzania
- Durham, Inglaterra
- Kostromá, Rusia
- Tilarán, Costa Rica
- Toyama, Japón
- Celaya, México